# Eliseo Morales
Pas d'image ? Cliquez ici

a Compétitions nationales et continentales officielles uniquement.

b Matchs officiels uniquement.
Dernière mise à jour le 19 novembre 2024.
Eliseo Morales, né le 11 mars 1998, est un joueur international argentin de rugby à XV jouant au poste de demi de mêlée aux Pampas XV en Súper Rugby Américas depuis 2023.
Il commence sa carrière en 2022 avec la franchise colombienne des Cafeteros Pro, puis rejoint les Pampas XV l'année suivante.

## Biographie

### Jeunesse et formation
Eliseo Morales est originaire de Salta, en Argentine. Il grandit dans une famille de rugbymen : son père a joué pour l'Universitario Rugby Club, tout comme ses deux frères. Eliseo Morales commence la pratique du rugby à XV à l'âge de six ans, dans le même club que ses frères et son père. À l'âge de quatorze ans, il décide de jouer au football et est allé faire un essai avec les Estudiantes de La Plata. Cependant, pour des raisons financières, il doit retourner à Salta.
En 2018, il est présélectionné en équipe d'Argentine des moins de 20 ans pour le Championnat du monde junior, mais une blessure l'empêche de participer à cette compétition.

### Débuts en Colombie et première cape avec l'Argentine (2022)
Eliseo Morales commence sa carrière en 2022, avec la franchise colombienne des Cafeteros Pro, en Súperliga Americana. Il s'impose rapidement dans cette équipe et devient l'un des joueurs les plus importants de l'effectif colombien grâce notamment à sa polyvalence qui lui permet de jouer à presque tous les postes des lignes arrières, contribuant largement aux bons résultats des siens,. Il est notamment élu meilleur joueur de la cinquième journée, puis de la dixième journée après une victoire face aux Olimpia Lions qui permet aux Cafeteros de se qualifier pour la première fois de leur histoire en demi-finale de la compétition. Toutefois, les Colombiens sont éliminés à ce stade de la compétition par les Uruguayens de Peñarol après une défaite 34-13. Cette saison, Morales marque trois essais, est le buteur de son équipe et termine quatrième meilleur réalisateur du championnat. Il est également élu dans l'équipe type de la saison de Súperliga Americana.
À l'issue de la saison, il est sélectionné avec l'équipe d'Argentine XV, la réserve de l'équipe nationale, pour une tournée en Europe,. Il participe aux deux rencontres face à la Géorgie et au Portugal en tant que titulaire,. Il est ensuite invité à s'entraîner avec l'équipe principale argentine qui participe au Rugby Championship 2022.
Au mois de novembre 2022, il obtient sa première cape avec l'Argentine lors d'un match amical face au pays de Galles,. Il remplace Gonzalo Bertranou à la 65e minute de jeu dans une défaite 20 à 13.

### Transfert aux Pampas XV (depuis 2023)
Pour la saison 2023 de Súper Rugby Américas, Eliseo Morales rejoint les Pampas XV. Malgré une première cape récente, il n'est pas appelé en sélection nationale pour un camp d'entraînement de préparation à la Coupe du monde 2023. Il participe ensuite à un match amical avec les Pampas face à l'équipe géorgienne du Black Lion. Les Argentins l'emportent 24 à 21. Ensuite, les Pampas affrontent les Dogos XV en demi-finale du championnat. Morales est titularisé à l'arrière et les Dogos s'imposent sur le score de 27 à 16. Durant cette rencontre, il se blesse gravement, subissant une déchirure du ligament croisé du genou gauche. Cette blessure l'éloigne des terrains durant de nombreux mois l'empêchant de participer au Mondial.
Malgré sa longue absence, il est conservé dans l'effectif des Pampas pour la saison 2024. Durant cette saison, il ne peut jouer aucun match, tandis que son équipe atteint la finale du championnat. Face aux Dogos, les Pampas sont battus 37 à 23. Bien qu'il réalise une saison blanche, il est tout de même sélectionné avec l'Argentine XV à l'issue de celle-ci pour une rencontre face au Brésil. Puis, durant le Rugby Championship 2024, il est appelé avec l'équipe première afin de remplacer Tomás Cubelli. Il prend ensuite part à un match non capé avec l'Argentine XV durant lequel il est titularisé face au Chili qui s'impose 28 à 0.

## Palmarès
Néant